# Konitzer Mordaffäre

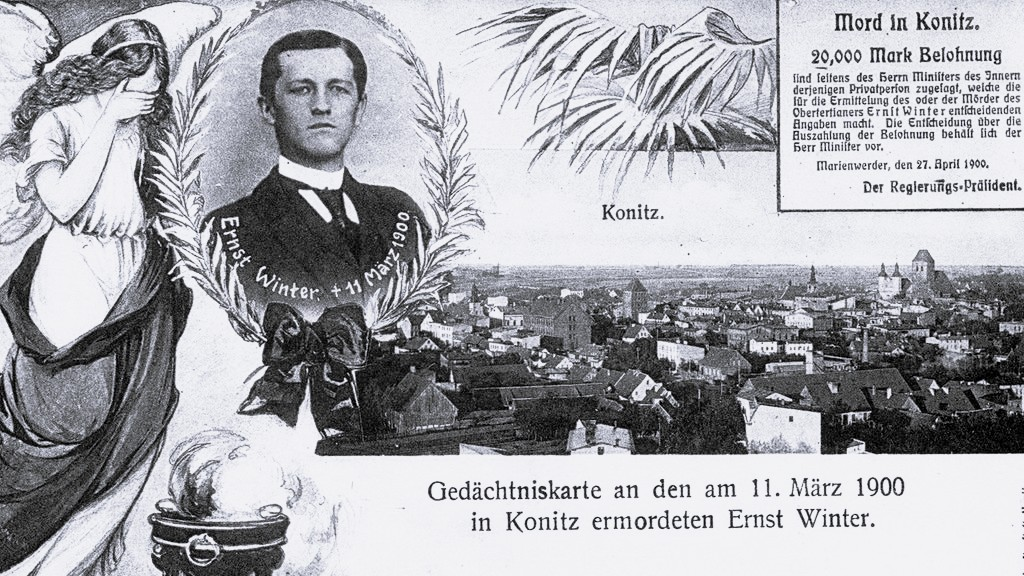
Gedächtniskarte an den am 11. März 1900 in Konitz ermordeten Ernst Winter

Die Konitzer Mordaffäre ereignete sich im Jahr 1900 in Konitz, der Kreisstadt des überwiegend von Polen bewohnten Kreises Konitz der preußischen Provinz Westpreußen. Ausgelöst durch den gewaltsamen Tod des 18-jährigen Gymnasiasten Ernst Winter eskalierten aus dem Mittelalter tradierte, gegen Juden gerichtete Ritualmordlegenden zu Pogromen. Diese waren begleitet von intensiv geführten innenpolitischen Debatten zwischen antisemitischen und christlich-konservativen sowie sozialdemokratischen und liberalen Politikern, Bürgern und Journalisten. Antisemitische Agitation führte dazu, dass in Konitz sowie in der gesamten Region monatelang jüdische Wohnhäuser und Geschäfte beschädigt, jüdische Bürger bedroht und verletzt sowie die Synagoge von Konitz fast vollständig zerstört wurde. Wer Ernst Winter getötet hat, ist bis heute ungeklärt.

## Chronik

### Leichenfund und erste Untersuchungen
Am Sonntag, dem 11. März 1900 verschwand in Konitz der 18-jährige Gymnasiast Ernst Winter. Zwei Tage später fand der Vater den Torso seines Sohnes auf einem nahe der Stadt gelegenen, zu der Zeit noch gefrorenen See. Am Fundort trafen zu einer ersten Begutachtung der Konitzer Bürgermeister Deditius als Vertreter der örtlichen Polizeibehörde, der erste Staatsanwalt Settegast und der Kreisphysikus Müller ein. Eine vorläufige Obduktion ergab: Die Arme und Beine von Ernst Winter wurden „kunstgerecht mit scharfen Schnitten aus den Gelenken gelöst, die Wirbelsäule mit feiner, scharfer Säge durchtrennt“ (Die einzelnen Körperteile wurden ebenso wie die Kleidungsstücke des Mordopfers über einen längeren Zeitraum in und um Konitz verstreut aufgefunden). Dies legte aus Sicht der Ermittler den Verdacht nahe, dass (wie in einem ähnlichen Fall, der sich 1884 in Skurcz bei Danzig zugetragen hatte) ein Fleischermeister den Mord begangen haben müsse. Der Kreisphysikus, der für eine fachgerechte Autopsie nicht qualifiziert war, zog aus der signifikanten Blutleere des Torsos den Schluss, dass Ernst Winter durch Verbluten getötet worden sei.

### Aufkommen antisemitischer Verdächtigungen
Die öffentlich verbreiteten, ersten Ermittlungserkenntnisse nährten in weiten Bevölkerungskreisen den Verdacht, dass ein von Juden verübter Ritualmord vorliegen könnte. Dieser Verdacht wurde durch die mittlerweile aus Konitz berichtende antisemitische Staatsbürger-Zeitung bestärkt. Neben dem christlichen Fleischermeister Hoffmann geriet so auch die Familie des jüdischen Schächters Lewy in Verdacht. Doch die Hausdurchsuchungen bei beiden Familien belasteten die verdächtigten Personen nicht. Hoffmann, der als Altlutheraner selbst einer Minderheit im Ort angehörte und sich keiner großen Beliebtheit erfreute, versuchte schon bald nach Bekanntwerden der Verdächtigungen gegen seine Person und Familie, den Verdacht auf Lewy zu lenken.
Schon kurz nach dem Mord meldeten sich zahlreiche, vermeintliche Zeugen, deren teilweise auf Missverständnissen, Gerüchten, Tratsch und Hörensagen fußenden, teilweise auch frei erfundenen Geschichten die Ermittlungen eher behinderten als vorantrieben, vor allem, weil sie großen Einfluss auf die öffentliche Meinung hatten. Die Aussagen richteten sich zu einem kleineren Teil gegen Hoffmann beziehungsweise seine jüngste Tochter, der man trotz ihres jugendlichen Alters ein ausschweifendes Liebesleben, unter anderem auch mit Ernst Winter als Gespielen nachsagte, größtenteils jedoch gegen die im Ort lebenden Juden im Allgemeinen oder die Familie Lewy im Speziellen. So gab beispielsweise der Arbeiter Massloff in verschiedenen Vernehmungen zu Protokoll, er habe in der Nacht vom 11. auf den 12. März gegen 23 Uhr Auffälligkeiten im Hause der jüdischen Familie Lewy bemerkt: Licht im Keller, Stimmengewirr, „Gewimmere und Gestöhne“.

### Zweite Ermittlungsphase
Da die örtlichen, später vielfach als inkompetent kritisierten Ermittlungsbehörden aufgrund der mannigfachen Zeugenaussagen, fehlender, konkreter Spuren und der zunehmenden Hysterie in Konitz überfordert waren, die auch dadurch forciert wurde, dass immer wieder Körperteile und Kleidungsstücke Winters im Ort auftauchten, die dort vom Täter oder anderen Personen gezielt platziert wurden, schickte das preußische Innenministerium am 25. März 1900 zwei erfahrene Kriminalbeamte nach Konitz. Einer der beiden war Johann Braun, einer der seinerzeit profiliertesten Kriminalisten Preußens. Nach mehrwöchigen, eigenständigen Untersuchungen in Konitz ging Braun davon aus, dass Winter das Opfer einer Affekthandlung mit Todesfolge geworden sein müsse. Demnach könnte der Fleischer Hoffmann Winter in einer intimen Situation mit seiner jüngeren Tochter ertappt und Winter in der Absicht, ihm eine Lektion zu erteilen, getötet haben. Das Kreuzverhör Brauns, bei dem er ein Geständnis von Hoffmann und/oder seiner Tochter zu erhalten hoffte, schlug jedoch fehl, unter anderem, weil ein Bekanntwerden der Verhaftung Hoffmanns zu tumultartigen Protesten der Anhänger der Ritualmordtheorie vor dem Gebäude führte, in dem das Verhör stattfand. Braun mutmaßte, die in dem Gebäude gut hörbaren Proteste hätten Hoffmann darin bestärkt, die Sache auszusitzen und zu schweigen.
Da die örtlichen Polizeikräfte zunehmend die Kontrolle verloren, verließ Braun, der um seine Sicherheit fürchtete, wenig später die Stadt. Ein Geselle Hoffmanns, der seinem Meister ein Alibi verschafft hatte und der kurz nach seiner Aussage die Stadt mit unbekanntem Ziel verließ, und den Braun daher als Mittäter oder zumindest Mitwisser einstufte, konnte nicht ausfindig gemacht werden. Aus Brauns später bekannt gewordenen Aufzeichnungen und denen seines Berliner Kollegen geht hervor, dass den örtlichen Ermittlungsbehörden in den Tagen nach der Tat offenbar zahllose unentschuldbare Pannen bei der Beweissicherung unterliefen. Diverse Beweismittel am Leichenfundort seien achtlos weggeworfen, Spuren zertrampelt, Zeugenaussagen teilweise nicht protokolliert, Hausdurchsuchungen äußerst oberflächlich durchgeführt worden. Braun vertrat die Ansicht, dass der Täter bei einer fachgerechten Untersuchung des Falls wohl in den ersten 48 Stunden nach der Tat hätte gefasst werden können.
Etwa zeitgleich mit den Ermittlungen Brauns riefen angesehene Konitzer Bürger eine Nebenuntersuchungskommission ins Leben. Sie waren davon überzeugt, dass die Ermittlungsbehörden zu lasch gegen die in ihren Augen schuldige jüdische Familie Lewy ermittele. Zu den führenden Köpfen dieser Kommission zählten auch zwei Konitzer Lehrer. Das Wirken der Kommission gipfelte später in einem Gutachten, das sich auf die Empfehlung herunterbrechen ließ, jüdischen Zeugen grundsätzlich keinen Glauben zu schenken, da man von zwei Prämissen ausging: dass Juden die Tat verübt hätten und dass alle anderen Juden zumindest indirekt daran beteiligt seien. Die antisemitische Stimmung in Konitz erhielt im April 1900 neue Nahrung. Nachdem der abgetrennte Kopf des Opfers in der Nähe des Ortes gefunden worden war, gab der Botenmeister des Landgerichts von Konitz zu Protokoll, er habe einen jüdischen Lumpensammler mit einem Sack gesehen, in dem dieser etwas Rundes in der Größe eines menschlichen Kopfes transportiert habe. Der Lumpensammler wurde umgehend verhaftet, der spätere Prozess gegen ihn endete jedoch mit seinem Freispruch.

### Antisemitische Ausschreitungen
Trotz intensiver Ermittlungen und einer Erhöhung der Belohnung für die Ergreifung des Täters auf den außergewöhnlich hohen Betrag von 20.000 Mark (etwa 140.000 Euro) durch den preußischen Innenminister ließen sich die Verdachtsmomente weder gegen den Fleischermeister Hoffmann noch gegen die Familie Lewy und vermeintliche Unterstützer erhärten. Vielmehr entlud sich in Konitz und Umgebung nach fortgesetzter Agitation antisemitischer Medien, Vereine und Privatpersonen ein antisemitischer „Volkszorn“, der zunächst vor allem jugendliche Arbeiter anspornte, später aber auch auf gebildetere Schichten übergriff und zu einem gewaltbereiten Mob von zwischenzeitlich mehreren tausend Menschen führte. Fensterscheiben von jüdischen Häusern wurden demoliert, Türen eingetreten und Geschäfte geplündert. Viele jüdische Anwohner trauten sich wochenlang nicht aus ihren verbarrikadierten Wohnungen, andere flohen. Ein in der Nähe der Synagoge gelegtes Feuer, das sich auf das Gotteshaus auszubreiten drohte, konnte rechtzeitig gelöscht werden. Die Feuerwehr wurde dabei von Jugendlichen mit Steinen beworfen. Als die Ausschreitungen weiter eskalierten und selbst viele Anhänger der Ritualmordtheorie die unkontrollierbare Menge zu fürchten begannen, beorderte der Innenminister zwei Mal Militär nach Konitz. Beim zweiten Mal wurde der Belagerungszustand ausgerufen und rund 500 Soldaten bezogen Stellung an öffentlichen Plätzen und vor jüdischen Häusern. Dieses sorgte für die Wiederherstellung der öffentlichen Ordnung. Zu diesem Zeitpunkt war die Synagoge jedoch bereits größtenteils zerstört.

### Korrektur der Todesursache
Parallel zu den Ermittlungen in Konitz kamen Zweifel an dem Gutachten des Konitzer Kreisphysikus auf. Das Medizinal-Kollegium in Danzig kam zu folgendem Ergebnis, welches auch die renommierten Berliner Ärzte Virchow und Bergmann zu einem späteren Zeitpunkt teilten: „1. Der Tod des Ernst Winter ist durch Erstickung erfolgt. 2. Die Annahme, dass der an der zerstückelten Leiche Ernst Winters vorgefundene Halsschnitt bei Lebzeiten Winters ausgeführt wurde und den Verblutungstod herbeiführte, entbehrt der wissenschaftlichen Begründung. 3. Der Tod erfolgte am 11. März innerhalb der ersten sechs Stunden nach der genossenen Mahlzeit [es handelte sich dabei um die Mittagsmahlzeit, der Tod musste folglich in den frühen Abendstunden erfolgt sein]. 4. Der Nachweis von Spermaflecken an der Außenseite von Hose und Weste macht es wahrscheinlich, dass Winter kurz vor dem Tode den Beischlaf ausführte oder auszuführen versuchte.“ Die Gutachten belegten also, dass ein Verbluten von Ernst Winter als Todesursache nicht ernsthaft in Frage kam.

### Gerichtliche Folgen und Nachgang
Die medizinischen Gutachten widerlegten insbesondere die Aussage eines der Hauptbelastungszeugen gegen die Familie Lewy. Massloff konnte am späten Abend des 11. März in dem Haus der Familie Lewy unmöglich das Gewimmere von Ernst Winter gehört haben, wie er es stets zu suggerieren versucht hatte, da Winter zu dieser Zeit längst tot war. Diese und auch diverse andere Falschaussagen führten zu einer zweijährigen Gefängnisstrafe wegen Meineids.
Moritz Lewy, der Sohn des jüdischen Schächters von Konitz, wurde in einem anderen Prozess ebenfalls wegen Meineides verurteilt. Er hatte behauptet, Ernst Winter nicht zu kennen, was Zeugen jedoch in Zweifel zogen. Ihren Angaben folgte das Gericht. Der Prozess selbst und das Urteil waren äußerst umstritten, da die Zeugenaussagen nach Ansicht von Lewys Verteidigern, aber auch unabhängigen Beobachtern zufolge keine nennenswerte Beweiskraft entfalteten und nur auf wackligen Interpretationen fußten. Es wurde auch darauf hingewiesen, dass „Bekanntschaft“ eine sehr vage Größe in einer Kleinstadt sei und die Frage etwa mit den direkt die Tat betreffenden Lügen eines Massloff in keiner Weise zu vergleichen sei. Es wurde diesbezüglich der naheliegende Verdacht geäußert, die Kläger hätten der Familie Lewy in Abwesenheit von Beweisen für die Ritualmordlegende wenigstens auf diesem Wege „eins auswischen“ wollen.
Der Mörder von Ernst Winter wurde nie gefasst und für seine Tat zur Rechenschaft gezogen. Die Existenz der Familie Lewy war in Konitz zerstört. Der abschließende Prozess gegen den Herausgeber der antisemitischen Staatsbürger-Zeitung Wilhelm Bruhn und seinen verantwortlichen Redakteur endete mit deren Verurteilung wegen Landfriedensbruchs.
Vier Jahre nach dem Tod Ernst Winters sorgte ein Bericht mit unbekanntem Verfasser noch einmal für Aufsehen. Der Autor glaubte nachweisen zu können, dass der bis dato nur als Zeuge, nicht als Verdächtiger verhörte Bernhard Massloff den Gymnasiasten Ernst Winter getötet hat. Anders als zunächst angenommen wäre auch ein geübter landwirtschaftlicher Knecht wie Bernhard Massloff in der Lage gewesen, eine Leiche so kunstgerecht zu zerstückeln, wie dies bei Ernst Winter der Fall gewesen war. Doch auf Seiten der Staatsanwaltschaft bestand kein Interesse mehr, den Fall ein weiteres Mal aufzurollen.

## Parlamentsdebatten
Vom 4. bis 7. Februar 1901 debattierten der Reichstag und am 8. und 9. Februar 1901 das Preußische Abgeordnetenhaus über den Konitzer Ritualmordvorwurf. Zuvor hatten antisemitische Reichstagsabgeordnete die Broschüre Der Blutmord von Konitz an die Mitglieder des Reichstages und des Preußischen Abgeordnetenhauses verschickt und darin propagandistisch die „Legende vom jüdischen Blutmord“ zu untermauern versucht.
In den Debatten, welche die Antisemitische Volkspartei (AVP) initiiert hatte, begründete diese, dass Konitz ein weiteres Beispiel für den übermäßigen Einfluss des Judentums auf die Ermittlungsbehörden offenbare und deutlich zeige, dass der im Volk gärende Ritualmordverdacht gegen den in ihren Augen mitschuldigen Moritz Lewy zu wenig verfolgt werde.
Gegen diese Argumentationsweise verwahrten sich die sozialdemokratischen Reichstagsabgeordneten Joseph Herzfeld und Arthur Stadthagen energisch. Sie bezeichneten die Ritualmordlegende „als blödsinniges, albernes Märchen“ und machten die AVP-Mitglieder für die Verbreitung des Ritualmordvorwurfs verantwortlich. Im preußischen Abgeordnetenhaus verurteilte der linksliberale Abgeordnete Heinrich Rickert, der zwischen 1895 und 1902 Vorsitzender des „Vereins zur Abwehr des Antisemitismus“ war, dezidiert die Pogrome in Konitz. In seinen Augen hatten die Antisemiten durch ihre „Nebenuntersuchungskommission“ wesentlich diese Pogrome mitverursacht. Er hob zudem hervor, dass sich die Justizbehörden zu nachsichtig gegenüber den antisemitischen Verleumdungen verhalten hätten.
Im preußischen Abgeordnetenhaus beteiligten sich lediglich die „kleinen“ Parteien an der Debatte um den Konitzer Ritualmordvorwurf, die großen Parteien wie das Zentrum und die Konservative Partei äußerten sich dazu nicht.

## Rolle der Medien
Schon Gustav George, der die Konitzer Affäre und ihre Eskalationen vor Ort verfolgt hatte, bilanzierte, dass die antisemitische Partei mit ihrer Agitation die mediale Herrschaft in Konitz errungen habe. Er begründete dies unter anderem damit, dass der zunächst neutral und objektiv berichtende Konitzer Landbote sich nach und nach antisemitischer Argumentationsweisen bedient habe.
Die antisemitische Staatsbürger Zeitung, das Pamphlet Der Blutmord von Konitz des Reichstagsabgeordneten Max Liebermann von Sonnenberg und die christlich-konservative von dem Reichstagsabgeordneten Adolf Stoecker herausgegebene Zeitung Das Volk unterließen keinen Versuch, den Mord von Konitz als einen von Juden verübten Ritualmord erscheinen zu lassen. Sie erreichten, dass – vor allem in der Phase intensiver Ermittlungen der Behörden – der antisemitischen Vorstellung vom Ritualmord Vorschub geleistet wurde.

## Publizistische Aufarbeitung im neuen Jahrtausend
Im Jahr 2002 erschienen zwei unabhängig voneinander verfasste Bücher zweier Historiker über die damaligen Vorgänge. Der Düsseldorfer Geschichtsprofessor Christoph Nonn konzentrierte sich bei seiner Aufarbeitung auf die Darstellung der Entstehung und Beschaffenheit von Gerüchten, die die Affäre prägten, sowie die persönlichen Hintergründe derer, die sie verbreiteten. Er kam dabei zu dem Schluss, dass die antisemitischen Krawalle ihren Ursprung in einer Gegenöffentlichkeit genommen hätten, in der sich vor allem gesellschaftliche Außenseiter, Angehörige sozial benachteiligter Gruppen oder solche, denen gesellschaftlicher Aufstieg aus subjektiver Sicht zu Unrecht verwehrt geblieben oder in nicht ausreichendem Maße zuteilgeworden war, hervorgetan hätten. Aus einem Geltungsdrang heraus hätten diese Personen Geschichten erfunden oder ausgeschmückt, die einerseits aus ihren eigenen Vorurteilen erwuchsen, andererseits auch bewusst auf das Interesse und die Bedürfnisse der angesprochenen Empfänger zurechtgeschnitten worden seien. So habe die Beschaffenheit der Gerüchte immer auf die „Faszination des Bizarren“ abgezielt sowie auf die Angst der Konitzer Bürger vor dem Unbekannten, der staatlichen Autorität und ihrer durch mangelhafte Bildung bedingten Unkenntnis jüdischen Lebens. Viele hätten sich instinktiv der Werkzeuge politisch-gesellschaftlicher Agitation bedient.
Der US-amerikanische Historiker Helmut Walser Smith legte einen Schwerpunkt seiner Aufarbeitung auf eine von ihm angenommene historische Kontinuität der Ritualmordlegende. Die Konitzer Mordaffäre sah Smith als Glied einer Kette, die letztlich zum Holocaust geführt habe. Anders als Nonn, der das Muster der antisemitischen Agitation vornehmlich in der individuellen Geltungssucht sah, und damit Antisemitismus neben allgemeiner Fremdenfeindlichkeit, Projektionen von Sex- und Gewaltphantasien, Voyeurismus und anderen Motiven als eines der Symptome, nicht als Ursache, betonte Smith, die Konitzer Bürger hätten ein vertrautes Handlungsmuster übernommen, das im kollektiven Gedächtnis latent vorhanden und durch die Vorkommnisse aktiviert worden sei. Lediglich die unterschiedlichen Ausformungen und -formulierungen der Ritualmordlegende seien individueller Natur. Was in Konitz geschehen sei, sei im Gegensatz zum fiktiven jüdischen Ritualmord das eigentliche, christlich-deutsche Ritual: Hier sei der Mord an Juden, anders als später im Dritten Reich, zwar nicht direkt ausgeführt, jedoch durch das symbolische Demütigen und Ausschließen der Juden aus der Gesellschaft in Wort und Tat rituell vollzogen worden.

## Hörspiel
2008 produzierte der Mitteldeutsche Rundfunk das Hörspiel Die Affäre Ernst Winter von Rolf Schneider.
2022 produzierte der Bayerische Rundfunk das Hörspiel Blut von Dana von Suffrin.